# Törnekrona (sjöstjärna)
Törnekrona (Acanthaster planci) är en sjöstjärna som lever vid korallrev i Röda havet, Indiska oceanen och västra Stilla havet.
Törnekronan har som namnet antyder en taggig kropp. Den livnär sig på korallernas polyper och kan ibland orsaka skada på korallrev om den uppträder i stort antal, genom att sjöstjärnorna äter upp koralldjuren i ett område. Sjöstjärnan kan bli 40 centimeter i diameter och har vanligen 12–19 armar. Ibland kan en individ ha något färre eller något fler armar. Färgen är oftast rödaktig, men variationer finns mellan olika individer. Taggarna, som är styva och kan bli 4–5 centimeter långa, skyddar sjöstjärnan mot predatorer genom att göra den svår att attackera. Men det finns trots detta några predatorer som äter törnekronor, exempelvis tryckarfiskar och vissa rovlevande snäckor.
Fortplantningen hos törnekronan sker genom att hanarna och honorna samtidigt släpper ut sina spermier och ägg i vattnet. Om ett ägg blir befruktat utvecklas det till en larv. Denna driver ett tag omkring med havsströmmarna innan den når havsbottnen och utvecklas till sjöstjärna. Sjöstjärnan är vanligen nattaktiv och ensamlevande. Den är känd för att ha omfattande aptit och en ensam törnekrona kan äta flera kvadratmeter av koraller per år. Om det är brist på föda kan den dock klara sig på sina energireserver i över sex månader.
Sedan omkring 1970-talet har törnekronans populationer ett flertal gånger ökat kraftigt i storlek och därmed orsakat skada på korallrev, bland annat på Stora barriärrevet, men också på andra korallrev inom dess utbredningsområde. Omfattande forskning har bedrivits kring orsakerna till detta och man försöker utarbeta metoder för att bekämpa den. Undersökning och datering av sediment från olika rev tyder på att massförökningarna har inträffat i tusentals år, men ökat i frekvens. Genom att den äter koraller och sin tendens till massförökning har törnekronan stor inverkan på korallrevens övriga liv.